# واين د. رايت
واين د. رايت (بالإنجليزية: Wayne D. Wright)‏ هو فارس أمريكي، ولد في 21 أغسطس 1916 في ريكسبورغ في الولايات المتحدة، وتوفي في 11 مارس 2003.